# Med en mun
Med en mun är gruppen Nina letar UFO's andra musikalbum utgivet 1988.
Skivbolag var Sonet och producent var Lasse Lindbom. Exekutiv producent Stefan Lagström.
Tekniker Leif Allansson och Håkan Wollgård.

## Låtlista
Musik och text av Hans Bragman och Malin Warne där inget annat anges.
| Nr  | Titel                 |
| --- | --------------------- |
| 1.  | Magneter och planeter |
| 2.  | Kysser dig            |
| 3.  | Havet                 |
| 4.  | Stackars man          |
| 5.  | Himmel & helvete      |
| 6.  | Ramo, token           |
| 7.  | Het                   |
| 8.  | Ängel?                |
| 9.  | Voodoo                |
| 10. | Kom & hör             |
| 10. | Solen går sitt varv   |